# Shinkansen-Baureihe H5
Die Shinkansen-Baureihe H5 (jap. 新幹線H5系電車, Shinkansen H5-kei densha) ist ein japanischer Hochgeschwindigkeitszug des Betreibers JR Hokkaidō, der für den Einsatz auf der Hokkaidō-Shinkansen beschafft wurde. Die Baureihe H5 basiert auf der Baureihe E5, die seit 2009 von JR East auf der Tōhoku-Shinkansen eingesetzt wird.

## Geschichte
Der erste Bauabschnitt der Hokkaidō-Shinkansen zwischen Shin-Aomori und Shin-Hakodate-Hokuto wurde am 26. März 2016 eröffnet. Die Züge werden ab Shin-Aomori über die Tōhoku-Shinkansen nach Tokio durchgebunden. Aus diesem Grund entschied sich JR Hokkaidō mit der Baureihe H5 Züge zu beschaffen, die über dieselben technischen Leistungsdaten und Platzkapazität wie die bereits auf der Tōhoku-Shinkansen im Einsatz befindliche Baureihe E5 verfügen. So wird es möglich, dass beide Baureihen gemischt die Strecke befahren können.
Im April 2014 wurde die Bestellung von vier Garnituren von JR Hokkaidō bekannt gegeben. Die ersten beiden Garnituren der Baureihe H5 wurden im Oktober 2014 per Schiff nach Hokkaidō ausgeliefert, da die Shinkansen-Strecke noch nicht für den Verkehr freigegeben war. Im Dezember begannen die ersten Testfahrten auf der neuen Strecke. Die zwei übrigen Fahrzeuge wurden im Mai und August 2015 ausgeliefert.
Im Zusammenhang mit dem Fukushima-Erdbeben 2022 wurde Garnitur H2 durch eine Entgleisung irreparabel beschädigt und in der Folge aus dem Verkehr gezogen. Sechs der zehn der beschädigten Wagen werden seit Dezember 2022 für Mitarbeiterschulungen genutzt und befinden sich stationär im Bahnbetriebswerk Hakodate.

## Technik
Die Züge der Baureihe H5 basiert nahezu vollständig auf der Baureihe E5. Dies betrifft sowohl die äußere Form, wie bspw. die markante, 15 Meter lange Nase der Steuerwagen, als auch die Leistungsdaten und Höchstgeschwindigkeit. Diese beträgt 320 km/h auf der Tōhoku-Shinkansen und 260 km/h auf der Hokkaidō-Shinkansen. Im Seikan-Tunnel, den sich die Shinkansen per Dreischienengleis mit dem konventionellen Eisenbahnnetz teilt, ist die Höchstgeschwindigkeit auf 140 km/h begrenzt. Die Fahrzeit zwischen Shin-Hakodate und Tokio soll so auf 4 Stunden 10 Minuten verkürzt werden.
Acht der zehn Wagen einer Garnitur der Baureihe H5 werden mit Fahrmotoren angetrieben sein und auf zwei Wagen befindet sich je ein Stromabnehmer.

## Aussehen und Ausstattung
Die äußere Farbgebung der Baureihe H5 entspricht weitgehend der Baureihe E5, allerdings wird der rosafarbene Zierstreifen der Baureihe E5 durch einen lilafarbenen Streifen ersetzt, der die Vielzahl an Lavendel-Feldern in Hokkaidō symbolisieren soll.
Die Platzkapazität der Baureihe H5 entspricht der der Baureihe E5. So werden 658 Sitzplätze in der normalen 2. Klasse angeboten, 55 Sitzplätze in der 1. Klasse (Green Class) sowie 18 in der Luxus-Klasse (Gran Class). Die Farbgebung der Innenausstattung weicht ebenfalls leicht von der Baureihe E5 ab. Hier soll das Thema Schnee aufgegriffen werden.

## Flotte
Es sind alle bestellten Fahrzeuge ausgeliefert worden. Aktuell (Stand Februar 2024) befinden sich drei Garnituren im Einsatz.
| Nummer | Auslieferung     | Hersteller  | Anmerkungen                                                                                                  |
| ------ | ---------------- | ----------- | --- |
| H1     | 13. Oktober 2014 | Kawasaki HI | Vorserienfahrzeug                                                                                            |
| H2     | 8. November 2014 | Hitachi     | Vorserienfahrzeug; Während des Fukushima-Erdbebens 2022 entgleist, irreparabel beschädigt und abgeschrieben. |
| H3     | 23. Mai 2015     | Kawasaki HI | |
| H4     | 3. August 2015   | Kawasaki HI | |